# Federico de Vinciolo

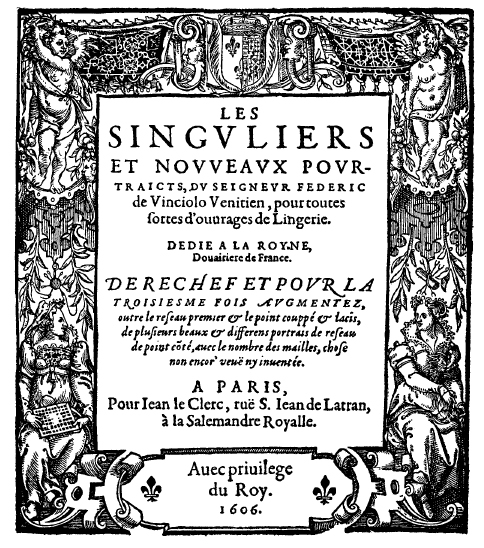
Frontespizio dell'edizione del 1609 di Les Singuliers

Federico de Vinciolo noto anche come Federico Vinciolo (fl. XVI secolo) è stato un fabbricante di merletti e disegnatore di modelli per ricamo italiano naturalizzato francese, del XVI secolo, legato alla corte di Enrico II di Francia.

## Biografia
Gli fu concesso il monopolio sulla produzione di gorgiere in pizzo in Francia.
Il suo testo sui motivi ricamati, Les Singuliers et Nouveaux Pourtaicts, fu pubblicato in molte edizioni tra il 1587 e il 1623.
Una ristampa integrale di un facsimile del 1909 di tale testo è stata pubblicata nel 1971 da Dover Books con il titolo Renaissance Patterns for Lace, Embroidery and Needlepoint.